# Überherrn
Überherrn är en kommun i Landkreis Saarlouis i förbundslandet Saarland i Tyskland.
De tidigare kommunerna Altforweiler, Berus, Bisten, Felsberg und Überherrn bildade den nya kommunen Überherrn 1 januari 1974.